# Linfield Football Club
Il Linfield Football & Athletic Club, spesso abbreviato semplicemente in Linfield e noto internazionalmente come Linfield FC, è una società calcistica semi-professionistica nordirlandese con sede a Belfast. Disputa le partite casalinghe nella zona sud di Belfast, presso Windsor Park, sede anche delle partite della nazionale di calcio.
Il Linfield è membro della IFA Premiership, lega calcistica dell'Irlanda del Nord seconda per antichità solo alla Football League inglese. I Blues, come vengono soprannominati dai propri tifosi, sono la squadra che vanta più titoli nazionali, avendone vinti ben 57, stabilendo un vero e proprio record mondiale, mentre i trofei complessivi conquistati sono 257, in oltre 130 anni di storia: ciò le permetterebbe di essere la squadra più titolata al mondo ma, considerando il professionismo pieno, il primato spetta al Nacional di Montevideo.
Insieme al Glentoran, al Cliftonville, il Linfield ha preso parte a tutte le edizioni del campionato nordirlandese, a partire dal stagione 1890-1891, anno del primo trofeo giocato e vinto.
Il principale avversario del Linfield è il Glentoran, che gioca le partite interne al The Oval, situato nella zona est di Belfast. Le due squadre sono note anche con il nome The Big Two.
Ad oggi il Linfield è l'unica squadra nella storia del calcio ad aver vinto sette trofei ufficiali nell'arco di una singola stagione sportiva (risultato raggiunto due volte, nel 1921-22 e nel 1961-62).

## Storia

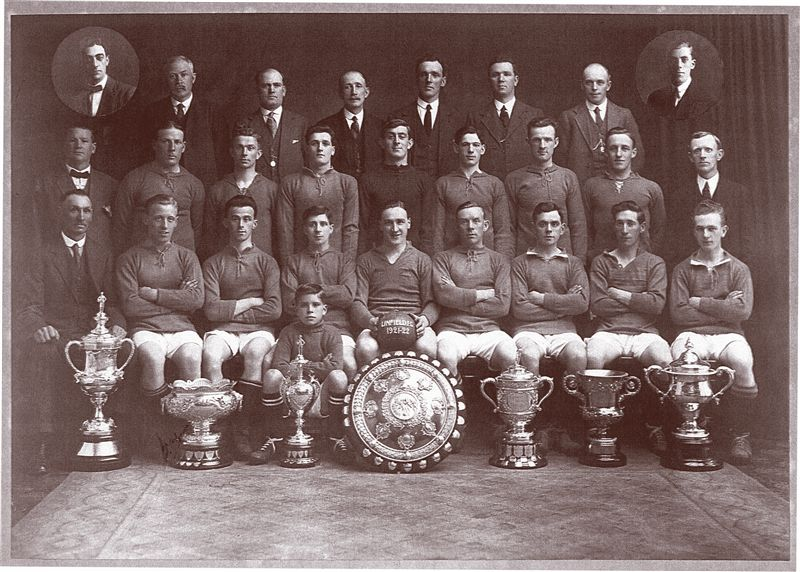
Linfield F.C. 1921-22

Il Linfield fu fondato nel marzo del 1866 a Sandy Row, una comunità di operai protestanti del sud di Belfast, unionista e lealista, affiliata, specialmente durante il periodo noto come “The Troubles”, con i paramilitari dell'Ulster Defence Association (UDA) e con l'Orange Order.
Fondato da operai dell'Ulster Spinning Company's Linfield Mill, il club era inizialmente noto come Linfield Athletic Club e giocava le gare casalinghe al The Meadow, campo situato appena dietro la fabbrica.
Nel 1899, il club si spostò nella Ulsterville Avenue, prima di stabilizzarsi definitivamente nel 1904 a Windsor Park, stadio che ha subito ospitato anche match internazionali. La prima partita giocata nel nuovo stadio fu proprio contro i rivali cittadini del Glentoran, il 2 settembre 1905, anche se a quel tempo la rivalità più accesa era quella contro il Belfast Celtic. Nella stagione 1966-67 arriva fino ai quarti di finale della Coppa dei Campioni quando viene eliminato dalla semifinalista CSKA Sofia.
Roy Coyle, sulla panchina del Linfield dal 1975 al 1990, è il manager più vincente nella storia del club, con ben 31 trofei vinti. Alle sue spalle si posiziona David Jeffrey, attuale manager del Linfield, che dal 1997 ha collezionato 30 trofei vinti tra campionato e coppe.
L'ex capitano del Linfield, Noel Bailie, detiene un record straordinario con 1013 presenze con la maglia dei blues. Giocando sotto la guida di quattro diversi allenatori (da Roy Coyle a David Jeffrey, passando per Eric Bowyer prima e Travor Anderson poi) Bailie ha vinto 10 campionati e 7 coppe d'Irlanda, raggiungendo la millesima apparizione il 24 aprile 2010 in un match contro il Crusaders FC. Dopo il suo addio al calcio a 40 anni, la società ha deciso di ritirare la maglia numero 11 di Bailie, meraviglioso giocatore per la storia del Linfield.
Il 50º titolo, vinto il 26 aprile 2011 con un secco 4-0 sul Lisburn Distillery, ha reso il club il più titolato della storia del calcio nordirlandese. L'ultimo campionato è stato vinto il 28 aprile 2012, nonostante la sconfitta interna subita dagli eterni rivali del Glentoran all'ultima giornata. Nella stagione 2021-22 vince il suo 56º campionato, il quinto consecutivo a partire dalla stagione 2016-17, dopo aver lottato per tutta la stagione con il Cliftonville.

## Strutture

### Stadio
Il Linfield gioca le gare interne al Windsor Park, nel sud di Belfast. Venne aperto nel 1905 e ridisegnato dall'Architetto scozzese Archibald Leitch, famoso per aver progettato tra gli altri stadi come Ibrox Park, Hampden e Goodison Park. Lo stadio fu ultimato negli anni 30, non subendo più grandi variazioni nel corso degli anni. La tribuna dedicata al tifo organizzato è la Spion Kop mentre la capienza dello stadio, originariamente di 24.700 posti, è stata dimezzata a 12.300 per motivi di sicurezza. Durante le gare della nazionale di calcio nordirlandese la capienza viene aumentata con dei posti a sedere temporanei.
Il Linfield percepisce il 15% degli incassi come affitto per le partite della nazionale; questo è motivo di forti discussioni, dato che questi ricavi extra consentono al club di avere un tetto ingaggi superiore alle altre squadre della lega che, avendo un budget molto limitato, non possono permettersi di tesserare giocatori di classe superiore rispetto agli standard del calcio nordirlandese.
Windsor Park è attualmente in una fase di ristrutturazione massiccia per aumentarne sia la capacità sia la sicurezza, allineandosi così alle vigenti norme UEFA.

## Settarismo e violenza
Il Linfield è etichettato come un club protestante, essendo stato fondato da operai protestanti in una zona di Belfast solitamente ostile ai cattolici. Inoltre, all'interno della società vige la regola non scritta di non tesserare giocatori cattolici o comunque non protestanti. Questo è ed è stato rispettato negli anni in maniera molto ferrea, eccezion fatta per alcuni giocatori cattolici che hanno giocato per poco nelle file del Linfield, durante il periodo passato alla storia come “The Troubles”. Quindi parliamo di settarismo, anche se è lo stesso manager David Jeffrey a proclamare il desiderio dei giocatori di indossare la “famous blue shirt”, senza alcun riferimento alla religione. Per i tifosi però non è così. L'episodio più recente risale a marzo 2012 in occasione della sentitissima sfida tra il Linfield e il Derry City, valida per il ritorno dei quarti di finale della Setanta Cup. La partita si è disputata al Brandywell Stadium di Londonderry, città del tristemente famoso Bloody Sunday. Durante la gara si è potuto assistere agli ormai consueti cori da stadio e canti anticattolici, contro l'IRA, il papa e gli scandali di pedofilia che hanno più volte interessato la Chiesa, ai quali i tifosi del Derry hanno risposto con canti a favore dell'IRA e altro ancora. La tensione all'interno dello stadio era alta al punto che, a fine gara, si è reso necessario l'intervento delle forze dell'ordine per impedire uno scontro che sembrava ormai inevitabile. Ma episodi ben più gravi sono successi in passato.
Le tensioni settarie, maggiore causa dei conflitti durante le partite del campionato nordirlandese, raggiunsero il culmine in occasione del Boxing Day del 1948 disputatosi a Windsor Park tra Linfield e Belfast Celtic. La partita finì con l'invasione di campo seguita da uno scontro tra le due fazioni, nel quale l'attaccante protestante del Belfast Celtic, Jimmy Jones, ne uscì con una gamba rotta. L'anno successivo la società Belfast Celtic prese una decisione radicale: non partecipare più ad alcuna competizione nordirlandese, per sempre.
Nel 1997, il match contro il Coleraine fu sospeso dopo che un tifoso scagliò due bottiglie sul terreno di gioco a seguito dell'espulsione di due giocatori del Linfield.
Nel maggio del 2005 ci sono stati problemi di ordine pubblico a Dublino in occasione della finale di Setanta Cup tra Linfield e Shelbourne. Nello stesso mese ai tifosi del Linfield è stata vietata la trasferta al The Oval per la sfida contro il Glentoran, perché il mese prima duri scontri avevano coinvolto entrambe le tifoserie.
Nel 2008, tre sostenitori dei blues furono arrestati a Dublino, con l'accusa di reati contro l'ordine pubblico durante il match di Setanta Cup contro il St. Patrick’s Athletic.
Nel maggio dello stesso anno, Conor Hagan, giocatore del Linfield, fu colpito da un razzo lanciato dalla tribuna dei sostenitori del Cliftonville, mentre pochi giorni dopo è stato ancora l'intervento della polizia a sedare una rivolta in occasione del Boxing Day contro il solito Glentoran.
Cultura, identità, religione, politica, ma anche la complessa storia d'Irlanda ha reso forte ed aspra la rivalità tra il Linfield e le altre squadre dell'isola; rivalità che sconfina molte volte in atti di violenza che vanno al di là del risultato sportivo e della partita giocata sul campo.
In questo senso sono stati fatti dei notevoli passi avanti da parte del club, il quale sta collaborando con la IFA in una campagna promossa dalla stessa federazione chiamata “Give Sectarianism The Boot” (Diamo Un Calcio Al Settarismo).
Nel 2006, anche il presidente della FIFA Sepp Blatter, si è congratulato con il Linfield per il suo impegno profuso contro il razzismo.

## Record europei
Il Linfield partecipa regolarmente ai preliminari delle maggiori competizioni europee, piazzandosi sempre al primo o al secondo posto e anche al terzo posto del campionato nordirlandese. Nonostante questo non si è mai qualificata alla fase a gironi della nuova Champions League.
Il risultato di maggior successo ottenuto dal Linfield è stato nell'edizione 1966-67 della vecchia Coppa dei Campioni, dove il club è arrivato fino ai quarti di finale, venendo eliminato dal CSKA Sofia in virtù del 2-2 casalingo e della sconfitta per 1-0 in Bulgaria. Durante questa edizione l'attaccante del Linfield Arthur Thomas si piazzò al secondo posto della classifica cannonieri con 5 reti segnate, alle spalle di Paul van Himst dell'Anderlecht.
Nell'edizione del 1984-85, dopo aver passato il primo turno contro lo Shamrock Rovers, il Linfield uscì al secondo, eliminato dai greci del Panathīnaïkos.
Nel 1987-88, la partita giocata tra le mura amiche contro il Lillestrøm fu macchiata dal lancio di un razzo dalla tribuna, così che il Linfield dovette giocare le due successive gare interne in campo europeo a Wrexham, in Galles.
Nell'edizione del 1993-94, il Linfield uscì al primo turno contro la Dinamo Tbilisi vedendosi poi ripescato a causa dell'espulsione dal torneo della squadra georgiana, per illeciti sportivi; affrontò così il Copenaghen. Il passaggio del turno sembrava ormai ipotecato con la vittoria per 3-0 al Windsor Park, ma al ritorno in Danimarca, i blues persero clamorosamente per 4-0.
Per quanto riguarda le moderne coppe europee, il miglior risultato raggiunto è stato quello dell’edizione 2019-2020 di Europa League. Il club, fresco vincitore del campionato nazionale, venne aggiunto al primo turno di qualificazione di Champions League 2019-2020, ma il cammino si interruppe immediatamente per mano del Rosenborg e la squadra nordirlandese fu inserita nel secondo turno di qualificazione di Europa League. Eliminata l’abbordabile compagine dell’HB Tórshavn, con qualche difficoltà (2-2 in trasferta ed 1-0 in casa), il club compì una vera impresa eliminando i campioni montenegrini del Sutjeska vincendo in entrambi i match, 2-1 in trasferta e 3-2 in casa. L’ultimo ostacolo prima della fase a gironi fu il Qarabağ, compagine presente nel panorama europeo da diversi anni: il 22 agosto il Linfield compì l’ennesima impresa battendo gli azeri per 3-2, ma al ritorno, in terra nemica, gli avversari si imposero per 2-1 eliminando, così, i nordirlandesi ad un passo dalla fase a gironi di Europa League.

## The Blues Brothers
Nel Regno Unito, tre squadre sono conosciute con l'appellativo di “The Blues Brothers” e sono: i Rangers, il Linfield FC e il Chelsea, compagini che giocano rispettivamente in Scozia, Irlanda del Nord e in Inghilterra. Il termine “Blues Brothers” è facilmente riconducibile al colore blu delle magliette di queste squadre, ma non è tutto. Rangers, Linfield e Chelsea sono infatti tre club protestanti, quindi lealisti e a favore della regina d'Inghilterra. Durante i loro match si sente cantare spesso l'inno britannico “God Save the Queen” e le tribune del tifo organizzato sono ricche di vessilli e bandiere che ricordano il Regno Unito, l'Irlanda del Nord e la Scozia. Per portare un esempio di quanto i “Blues Brothers” siano legati alla regina, basti pensare che sopra la porta d'ingresso dello spogliatoio dei Rangers ad Ibrox Park, vi è un quadro raffigurante “the Queen” che i giocatori colpiscono con un colpetto prima di entrare in campo, in segno di buon auspicio. Il legame tra i tre club è molto forte, quindi, per motivi religiosi e politici.
Per la prima volta nella storia, al termine della stagione 2009-10, Rangers, Linfield e Chelsea vinsero rispettivamente i propri campionati, così da scatenare una festa infinita sia tra i giocatori sia soprattutto tra i tanti supporters delle tre squadre in blu.
Annualmente si giocano delle amichevoli tra queste squadre come Rangers-Chelsea, giocata il 28 luglio 2007 ad Ibrox Park, che ha visto la vittoria per 2-0 dei padroni di casa grazie alle reti segnate da Nacho Novo e Filip Šebo, e Linfield-Rangers, giocata al Windsor Park il 16 luglio 2011 che ha visto ancora una volta i Gers di Glasgow vincere per 1-4.

## Palmarès

### Competizioni nazionali
- Campionato nordirlandese: 57  (record)

1890-1891, 1891-1892, 1892-1893, 1894-1895, 1897-1898, 1901-1902, 1903-1904, 1906-1907, 1907-1908, 1908-1909, 1910-1911, 1913-1914, 1921-1922, 1922-1923, 1929-1930, 1931-1932, 1933-1934, 1934-1935, 1948-1949, 1953-1954, 1954-1955, 1955-1956, 1958-1959, 1959-1960, 1960-1961, 1961-1962, 1965-1966, 1968-1969, 1970-1971, 1974-1975, 1977-1978, 1978-1979, 1979-1980, 1981-1982, 1982-1983, 1983-1984, 1984-1985, 1985-1986, 1986-1987, 1988-1989, 1992-1993, 1993-1994, 1999-2000, 2000-2001, 2003-2004, 2005-2006, 2006-2007, 2007-2008, 2009-2010, 2010-2011, 2011-2012, 2016-2017, 2018-2019, 2019-2020, 2020-2021, 2021-2022, 2024-2025
- Irish Cup: 44  (record)

1890-1891, 1891-1892, 1892-1893, 1894-1895, 1897-1898, 1898-1899, 1901-1902, 1903-1904, 1911-1912, 1912-1913, 1914-1915, 1915-1916, 1918-1919, 1921-1922, 1922-1923, 1929-1930, 1930-1931, 1933-1934, 1935-1936, 1938-1939, 1941-1942, 1944-1945, 1945-1946, 1947-1948, 1949-1950, 1952-1953, 1959-1960, 1961-1962, 1962-1963, 1969-1970, 1977-1978, 1979-1980, 1981-1982, 1993-1994, 1994-1995, 2001-2002 2005-2006, 2006-2007, 2007-2008, 2009-2010, 2010-2011, 2011-2012, 2016-2017, 2020-2021
- Irish Football League Cup: 12  (record)

1986-1987, 1991-1992, 1993-1994, 1997-1998, 1998-1999, 1999-2000, 2001-2002, 2005-2006, 2007-2008, 2018-2019, 2022-2023, 2023-2024
- IFA Charity Shield: 4  (record)

1993 (titolo condiviso), 1994, 2000, 2017
- Floodlit Cup: 2

1993-1994, 1997-1998
- Top Four Trophy: 2 (record)

1966-1967, 1967-1968
- North-South Cup: 1

1961-1962
- Gold Cup (Irlanda del Nord): 33  (record)

1915-1916, 1920-1921, 1921-1922, 1923-1924, 1926-1927, 1927-1928, 1928-1929, 1930-1931, 1935-1936, 1936-1937, 1942-1943, 1946-1947, 1948-1949, 1949-1950, 1950-1951, 1955-1956, 1957-1958, 1959-1960, 1961-1962, 1963-1964, 1965-1966, 1967-1968, 1968-1969, 1970-1971, 1971-1972, 1979-1980, 1981-1982, 1983-1984, 1984-1985, 1987-1988, 1988-1989, 1989-1990, 1996-1997
- Alhambra Cup: 1

1921-1922

### Competizioni regionali
- Belfast & District League: 2

1915-1916, 1917-1918
- Northern Regional league: 3

1942-1943, 1944-1945, 1945-1946
- Belfast Charity Cup: 23  (record)

1890-1891, 1891-1892, 1892-1893, 1893-1894, 1894-1895, 1898-1899, 1902-1903, 1904-1905, 1912-1913, 1913-1914, 1914-1915, 1916-1917, 1917-1918, 1918-1919, 1921-1922, 1926-1927, 1927-1928, 1929-1930, 1932-1933, 1933-1934, 1934-1935, 1935-1936, 1937-1938
- County Antrim Shield: 43  (record)

1898-1899, 1903-1904, 1905-1906, 1906-1907, 1907-1908, 1912-1913, 1913-1914, 1916-1917, 1921-1922, 1922-1923, 1927-1928, 1928-1929, 1929-1930, 1931-1932, 1932-1933, 1933-1934, 1934-1935, 1937-1938, 1941-1942, 1946-1947, 1948-1949, 1952-1953, 1954-1955, 1957-1958, 1958-1959, 1960-1961, 1961-1962, 1962-1963, 1965-1966, 1966-1967, 1972-1973, 1976-1977, 1980-1981, 1981-1982, 1982-1983, 1983-1984, 1994-1995, 1997-1998, 2000-2001, 2003-2004, 2004-2005, 2005-2006, 2013-2014
- City Cup: 22

1894-1895, 1897-1898, 1899-1900, 1900-1901, 1902-1903, 1903-1904, 1907-1908, 1909-1910, 1919-1920, 1921-1922, 1926-1927, 1928-1929, 1935-1936, 1937-1938, 1949-1950, 1951-1952, 1957-1958, 1958-1959, 1961-1962, 1963-1964, 1967-1968, 1973-1974
- Ulster Cup: 15  (record)

1948-1949, 1955-1956, 1956-1957, 1959-1960, 1961-1962, 1964-1965, 1967-1968, 1970-1971, 1971-1972, 1974-1975, 1977-1978, 1978-1979, 1979-1980, 1984-1985, 1992-1993

### Competizioni internazionali
- Blaxnit Cup: 1

1970-1971
- Tyler Cup: 1

1980-1981
- Setanta Sports Cup: 1

2005

### Altri piazzamenti
- Campionato nordirlandese:

Secondo posto: 1893-1894, 1898-1899, 1899-1900, 1902-1903, 1918-1919, 1927-1928, 1928-1929, 1930-1931, 1947-1948, 1950-1951, 1952-1953, 1956-1957, 1962-1963, 1966-1967, 1967-1968, 1980-1981, 1987-1988, 1997-1998, 1998-1999, 2004-2005, 2008-2009, 2013-2014, 2014-2015, 2015-2016
Terzo posto: 1895-1896, 1896-1897, 1904-1905, 1905-1906, 1909-1910, 1912-1913, 1914-1915, 1916-1917, 1920-1921, 1923-1924, 1932-1933, 1935-1936, 1936-1937, 1976-1977, 1991-1992, 2001-2002, 2012-2013
- Irish Cup:

Finalista: 1893-1894, 1913-1914, 1917-1918, 1925-1926, 1931-1932, 1936-1937, 1940-1941, 1943-1944, 1957-1958, 1960-1961, 1965-1966, 1967-1968, 1972-1973, 1974-1975, 1975-1976, 1976-1977, 1982-1983, 1984-1985, 1991-1992, 2000-2001, 2015-2016, 2023-2024
- Irish Football League Cup:

Finalista: 1988-1989, 2002-2003, 2004-2005
Semifinalista: 1992-1993, 1996-1997, 2000-2001, 2006-2007, 2012-2013, 2019-2020
- Setanta Sports Cup:

Finalista: 2007
Semifinalista: 2006, 2009-2010
- IFA Charity Shield:

Finalista: 2022, 2025

## Organico

### Rosa 2023-2024
Rosa aggiornata al 2 marzo 2024.
| N. |                             | Ruolo | Calciatore       |
| -- | --------------------------- | ----- | ---------------- |
| 1  | Irlanda del Nord (bandiera) | P     | Chris Johns      |
| 2  | Irlanda del Nord (bandiera) | D     | Daniel Finlayson |
| 3  | Scozia (bandiera)           | D     | Euan East        |
| 4  | Inghilterra (bandiera)      | D     | Michael Newberry |
| 5  | Irlanda (bandiera)          | C     | Chris Shields    |
| 7  | Irlanda del Nord (bandiera) | C     | Kirk Millar      |
| 8  | Irlanda del Nord (bandiera) | C     | Kyle McClean     |
| 9  | Irlanda del Nord (bandiera) | A     | Joel Cooper      |
| 10 | Irlanda del Nord (bandiera) | A     | Jordan Stewart   |
| 12 | Irlanda del Nord (bandiera) | A     | Darragh McBrien  |
| 14 | Irlanda del Nord (bandiera) | A     | Robbie McDaid    |
| 15 | Irlanda del Nord (bandiera) | D     | Ben Hall         |

| N. |                             | Ruolo | Calciatore          |
| -- | --------------------------- | ----- | ------------------- |
| 16 | Irlanda del Nord (bandiera) | D     | Matthew Clarke      |
| 17 | Irlanda del Nord (bandiera) | A     | Chris McKee         |
| 19 | Irlanda del Nord (bandiera) | A     | Ethan Devine        |
| 20 | Irlanda del Nord (bandiera) | C     | Stephen Fallon      |
| 22 | Irlanda del Nord (bandiera) | C     | Jamie Mulgrew       |
| 27 | Irlanda del Nord (bandiera) | D     | Ethan McGee         |
| 29 | Irlanda del Nord (bandiera) | A     | Matthew Fitzpatrick |
| 34 | Irlanda del Nord (bandiera) | D     | Dane McCullough     |
| 36 | Irlanda del Nord (bandiera) | A     | Rhys Annett         |
| 37 | Irlanda del Nord (bandiera) | D     | Ryan McKay          |
| 51 | Irlanda del Nord (bandiera) | P     | David Walsh         |
| 53 | Irlanda del Nord (bandiera) | C     | Joshua Archer       |

### Rose stagioni passate
- 2009-2010